# Chrysopa adnexa
Chrysopa adnexa är en insektsart som beskrevs av Navás 1929. Chrysopa adnexa ingår i släktet Chrysopa och familjen guldögonsländor. Inga underarter finns listade i Catalogue of Life.